# Nakagusuku
O Nakagusuku (中城) é um gusuku (castelo ou fortaleza em língua oquinauana) localizado em Nagakusuku, Okinawa, presentemente em ruínas.
O lendário comandante de Riukyu, Gosamaru, construiu a fortaleza no início do século XV, para se defender dos ataques dirigidos vindos de este, de Amawari do gusuku de Katsuren.